# Airbus A350
De Airbus A350 XWB is een widebodyvliegtuigtype van de Europese vliegtuigbouwer Airbus. Het verkeersvliegtuig is ontstaan als een reactie op de ontwikkeling van de Boeing 787 door concurrent Boeing. De A350 XWB zou op termijn de Airbus A330 en Airbus A340 moeten vervangen. De raad van commissarissen van Airbus heeft de ontwikkeling van het toestel in december 2006 goedgekeurd. Op 14 juni 2013 maakte het zijn eerste proefvlucht. De "Launch Customer", Qatar Airways, kreeg op 22 december 2014 in Toulouse het eerste toestel geleverd.

## Versies
Er zijn vijf verschillende uitvoeringen voorgesteld in de A350-familie:
- A350-800 – Niet ontwikkeld
- A350-900 – Een toestel met 315 stoelen (in drie klassen), waarvan de eerste aan launchcustomer Qatar Airways werd afgeleverd in december 2014.
- A350-900R – Ultra-long-range-versie (tegenstrever van de Boeing 777-200LR).
- A350F – Vrachttoestel (tegenstrever van de Boeing 777F).
- A350-1000 – Een toestel met 366 stoelen (in drie klassen), launch customer is  Qatar Airways, het eerste vliegtuig werd geleverd in februari 2018.

## Ontwikkeling
Bij de lancering van de Boeing 787 in 2004 was het eerste antwoord van Airbus een verbeterde A330. Na verschillende negatieve reacties werd besloten om twee toestellen te ontwikkelen.
- De Airbus A330neo, gebaseerd op de A330, met nieuwe motoren en winglets voor een verbeterde efficiëntie.
- De Airbus A350 XWB, een geheel nieuw ontwerp, met een iets bredere cabine voor een 3-3-3 stoelopstelling in economyclass.

Omdat de A350-800 zou overlappen met de A330neo, werd besloten om deze variant te schrappen, omdat deze twee toestellen naast elkaar geen succes zouden worden.

## Technologieën
De Airbus A350 XWB bestaat voor een groot deel uit composietmaterialen. In het eerste ontwerp, de A350, werden er minder composietmaterialen gebruikt dan in de Boeing 787. Het herontwerp, de A350 XWB, heeft echter 52% composietmaterialen, 2%-punt meer dan zijn Boeing-tegenhanger. De Airbus A350 maakt, in tegenstelling tot de Boeing 787, geen gebruik van "bleedless"-motoren. Dit wil zeggen, dat er nog steeds een deel van de door de motoren geproduceerde energie (hete lucht) gebruikt wordt voor het aandrijven van systemen die niet rechtstreeks met de voortstuwing te maken hebben (zoals de airconditioning). Technologieën uit de Airbus A380 worden ook toegepast. Glare zal niet toegepast worden in de A350.
Qatar Airways heeft op 16 oktober 2014 zijn eerste vlucht gemaakt met A350 XWB. Op 15 januari 2015 werd de eerste commerciële vlucht uitgevoerd. Sinds 19 januari 2015 vliegt de A350 XWB dagelijks op Frankfurt Airport.

## Bestellingen

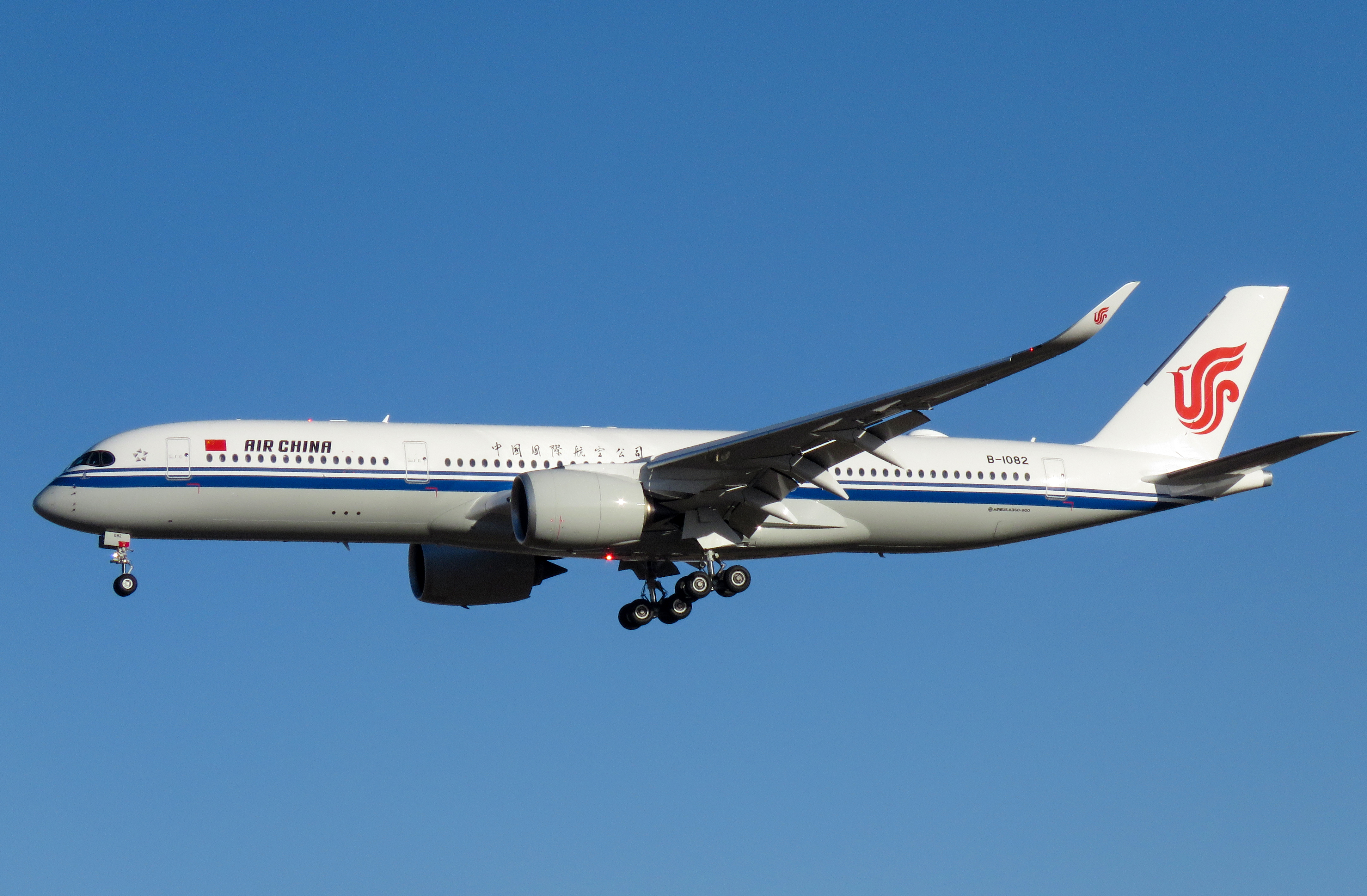
Een Airbus A350-900 van Air China op Internationale luchthaven van Peking Capital

Eind april 2017 hadden 44 klanten gezamenlijk 831 bestellingen geplaatst voor de Airbus A350 (8 A350-800's, 612 A350-900's en 211 A350-1000's). Aan twaalf van hen waren toen in totaal 81 toestellen (alle A350-900's) afgeleverd. Nadien werden de orders voor het -800 model omgezet in het -900 model en eind juni 2018 was het aantal klanten en orders opgelopen tot 46 en 882 (714 A350-900's en 168 A350-1000's). Op dat moment waren 182 toestellen in dienst, waarvan 179 A350-900's en 3 A350-1000's.

### Gebruikers
Eind juni 2018 had Qatar Airways 27 A350's in gebruik en Cathay Pacific en Singapore Airlines elk 21. Veertien maatschappijen hebben eigen toestellen in dienst, maar ook meerdere leasingmaatschappij ontvingen intussen A350's.

## Specificaties

A350-varianten

De A350 XWB heeft een rompdiameter die groter is dan de oorspronkelijk voorgestelde A350, die de bestaande "standaard" Airbus-widebody rompdiameter had. Airbus heeft de huidige A350 daarom de A350 XWB, waar "XWB" staat voor "eXtra Wide Body", genoemd. Met deze grotere rompdiameter is de cabine +/- 12,5 cm breder dan die van zijn concurrent, de Boeing 787. Alle A350 XWB-passagiersmodellen hebben een vliegbereik van minimaal 15.300 km. De A350-cockpit is een evolutie van die van de A380.
Het vliegtuig heeft een kruissnelheid van ongeveer Mach 0,85, wat gelijkwaardig is aan de Boeing 787. Airbus claimt dat de onderhoudskosten van de A350 10% lager zullen zijn dan van de Boeing 787 en dat de A350-900 een 7% lager brandstofverbruik per stoel zal hebben dan de Boeing 787-9. Boeing zet daar tegenover dat de A350-900 vergeleken dient te worden met de Boeing 787-10, die een iets groter aantal stoelen telt maar een kleinere reikwijdte heeft. Airbus streeft ernaar om met het nieuwe ontwerp het verblijf in het vliegtuig voor de passagiers te veraangenamen. De luchtdruk in de cabine zal gelijk zijn aan die op 1.800 meter of lager en de luchtvochtigheidsgraad zal minimaal 20% zijn. Ook zal de A350 grotere ramen hebben dan gebruikelijk is.
|                        | A350 XWB     | A350 XWB     | A350 XWB     | A350 XWB     | A350 XWB     | Ter vergelijking            | Ter vergelijking            | Ter vergelijking | Ter vergelijking | Ter vergelijking |
| -800                   | -900         | -1000        | -900ULR      | -F           | 787-9        | 787-10                      | 777-300ER                   | 777-200LR        | 777-200F         |                  |
| ---------------------- | ------------ | ------------ | ------------ | ------------ | ------------ | --------------------------- | --------------------------- | ---------------- | ---------------- | ---------------- |
| Lengte                 | 60,54 m      | 66,89 m      | 73,78 m      | 66,89 m      | 70,8 m       | 63,0 m                      | 68,9 m                      | 73,9 m           | 63,7 m           | 63,7 m           |
| Hoogte                 | 17,05 m      | 17,05 m      | 17,05 m      | 17,05 m      | 17,05 m      | 16,5 m                      | 17,0 m                      | 18,7 m           | 18,8 m           | 18,6 m           |
| Spanwijdte             | 64,75 m      | 64,75 m      | 64,75 m      | 64,75 m      | 64,75 m      | 60,1 m                      | 60,1 m                      | 64,8 m           | 64,8 m           | 64,8 m           |
| Vleugelhoek            | 31,9°        | 31,9°        | 31,9°        | 31,9°        | 31,9°        | 32,2°                       | 32,2°                       | 31,64°           | 31,64°           | 31,64°           |
| Rompbreedte            | 5,96 m       | 5,96 m       | 5,96 m       | 5,96 m       | 5,96 m       | 5,74 m                      | 5,74 m                      | 6,19 m           | 6,19 m           | 6,19 m           |
| Romphoogte             | 6,09 m       | 6,09 m       | 6,09 m       | 6,09 m       | 6,09 m       | 5,97 m                      | 5,97 m                      | 6,19 m           | 6,19 m           | 6,19 m           |
| Passagiers (3 klassen) | 276          | 315          | 366          | 315          | 90t vracht   | 263                         | 323                         | 365              | 301              | 103t vracht      |
| LD3-containers         | 26           | 36           | 44           | 36           |              | 36                          | 44                          | 44               | 32               |                  |
| Startgewicht (t)       | 259,0        | 268,0        | 308,0        |              |              | 250,836                     | 251                         | 351,534          | 347,452          | 347,450          |
| Landingsgewicht (t)    | 182,5        | 202,5        | 225,5        |              |              | 183,7                       | 197,3                       |                  |                  |                  |
| Leeggewicht (t)        |              |              |              |              |              | 115,3                       | 125                         | 167,8            | 145,2            |                  |
| Max. brandstof (l)     | 138.000      | 138.000      | 156.000      |              |              | 138.700                     | 145.000                     | 181.280          | 202.287          | 181.280          |
| Kruissnelheid (M)      | 0,85         | 0,85         | 0,85         | 0,85         | 0,85         | 0,85                        | 0,85                        | 0,84             | 0,84             | 0,84             |
| Max. snelheid (M)      | 0,89         | 0,89         | 0,89         | 0,89         | 0,89         | 0,89                        | 0,89                        | 0,89             | 0,89             | 0,89             |
| Stuwkracht (lb) (x 2)  | 75.000       | 87.000       | 97.000       | 95.000       | 95.000       | 71.000                      | 76.000                      | 115.300          | 115.300          | 115.300          |
| Motoren                | RR Trent XWB | RR Trent XWB | RR Trent XWB | RR Trent XWB | RR Trent XWB | RR Trent 1000 of GE GEnx-1B | RR Trent 1000 of GE GEnx-1B | GE90-115B        | GE90-115B        | GE90-115B        |
| Bereik (km)            | 15.730       | 15.540       | 15.360       | 17.600       | 9.250        | 15.700                      | 13.000                      | 14.630           | 17.445           | 9.065            |
| Prijs (mln US$)        | 254,3        | 287,7        | 332,1        | n.n.b.       | n.n.b.       | 249,5                       | 288,7                       | 320,2            | 296,0            | 300,5            |

## Incidenten en ongevallen
Sinds de introductie van de Airbus A350 is er 1 toestel afgeschreven als gevolg van een ongeval.
- Op 2 januari 2024 botste Japan Airlines-vlucht 516[8] tijdens de landing op Tokyo Haneda International Airport op een De Havilland Canada Dash 8 van de Japanse kustwacht. Dit vliegtuig was onderweg naar het rampgebied waar de dag daarvoor een zware aardbeving plaatsvond. Beide vliegtuigen vlogen bij de botsing in brand. Alle 367 passagiers van de A350 hebben het vliegtuig veilig kunnen verlaten. Van de 6 inzittenden in het vliegtuig van de kustwacht overleefden 5 de botsing niet.